# Lytocaryum hoehnei
Lytocaryum hoehnei är en enhjärtbladig växtart som först beskrevs av Karl Ewald Maximilian Burret, och fick sitt nu gällande namn av Joaquim Franco de Toledo. Lytocaryum hoehnei ingår i släktet Lytocaryum och familjen Arecaceae. Inga underarter finns listade i Catalogue of Life.